# Slovakiskspråkiga Wikipedia
Slovakiskspråkiga Wikipedia är den slovakiska upplagan av Wikipedia. Den startades i oktober 2003 och hade i januari 2010 fler än 110 000 artiklar. Den har för närvarande 252 946 artiklar.